# Rotor Bike Components
Rotor Bike Components je španělská společnost zabývající se vývojem, testováním a použitím nových technologií ve výrobě cyklistického vybavení.
Firma sídlí v Madridu. Je významným sponzorem Cervélo TestTeamu, jehož jezdci patří ke světové cyklistické špičce.

## Technologie
Některé výrobní technologie a produkty jsou patentovány.
- Technologie DDT Evo představující jeden z největších technologických pokroků cyklistického průmyslu posledních let.
- Princip „Inteligentního oblouku“, který umožňuje nový typ přichycení sedla k sedlovce.
- Oválné převodníky Q-RING umožňující zvýšení výkonu jezdce až o 4,1 % a snížení tvorby laktátů o 9,1 %.
- SYSTÉM S. A. B. B. (Self Aligning Bottom Bracket = automaticky se vyrovnávající středová osa)